# دانشگاه بین‌المللی مدیریت
دانشگاه بین‌المللی مدیریت (به لاتین: International University of Management) یک دانشگاه در نامیبیا است که در ویندهوک واقع شده‌است.